# Asesinatos de Iowa de 1993
Dustin Lee Honken (22 de marzo de 1968-17 de julio de 2020) y Angela Jane Johnson (n. 17 de enero de 1964) fueron condenados por los asesinatos de cinco personas en 1993 en Iowa, Estados Unidos.
Las víctimas estaban relacionadas con un juicio por drogas contra Honken. Honken estuvo involucrado en la fabricación de metanfetamina y uno de sus traficantes estaba listo para testificar en su contra, por lo que Honken y Johnson lo asesinaron junto con su novia y sus dos hijas, de 6 y 10 años. Unos meses después, la quinta víctima, también ex traficante, fue asesinada.
Dustin Honken fue condenado a muerte y ejecutado por el gobierno federal el 17 de julio de 2020, siendo el primer reo en ser ejecutado en Iowa desde 1963.
Angela Johnson también fue condenada a muerte, siendo la primera mujer condenada a muerte por un jurado federal de Estados Unidos desde la década de 1950, pero la sentencia fue anulada en 2012 y fue condenada de nuevo a cadena perpetua sin libertad condicional en 2014.

## Antecedentes
Honken y Johnson eran pareja. Johnson tenía un hijo de un matrimonio anterior y estaba embarazada de Honken en el momento de los asesinatos.
Honken creció en Britt, Iowa. Su padre era alcohólico y ladrón de bancos. Honken había sido traficante de drogas y comenzó a cocinar metanfetamina después de estudiar química en la universidad. Johnson nació en Forest City, Iowa.

## Crímenes
El 25 de julio de 1993, Johnson se hizo pasar por vendedora para entrar en la casa del ex traficante de drogas de Honken, Greg Nicholson (34 años), quien iba a testificar en su contra. Honken lo obligó a grabar una declaración de inocencia de Honken. Luego el informante fue llevado al bosque junto con su novia Lori Ann Duncan (31 años) y las dos hijas de ella, Amber Duncan y Kandace "Kandi" Duncan de 6 y 10 años respectivamente, donde fueron muertos a tiros y enterrados.
Unos meses después, el 4 de noviembre, la quinta víctima Terry DeGeus (32 años) fue asesinada. DeGeus también era traficante de Honken y anteriormente había salido con Johnson. La víctima fue golpeada con un bate y baleada.
El juez de circuito Roger Leland Wollman, escribiendo para la corte unánime de apelaciones, describió la participación de Johnson de la siguiente manera: «Los asesinatos fueron el resultado de su participación sustancial en los asesinatos; es decir, que obtuvo el arma homicida, participó en la búsqueda de Nicholson, empleó una artimaña para que ella y Honken pudieran entrar a la residencia de los Duncan, ataron y amordazaron al menos a una de las víctimas, y explotaron su relación con DeGeus para atraerlo al lugar remoto donde fue asesinado».

## Sentencia y condena

### Angela Jane Johnson
En 2005, Johnson fue declarada culpable de participar en los asesinatos, que se habían cometido todos en Iowa. La pena capital ha sido abolida en Iowa desde 1965, pero Johnson fue acusada bajo la ley federal porque tres de las víctimas fueron testigos en un proceso federal de creación y tráfico de metanfetamina contra Honken. El jurado que la condenó dictó cuatro condenas a muerte. El juez que presidió el tribunal declaró «Me preocupa la falta de certeza en el expediente sobre la participación precisa de Angela Johnson en estos delitos». Sin embargo, según la ley federal, el juez está obligado por el veredicto del jurado. En julio de 2007, la Corte de Apelaciones del Octavo Circuito de los Estados Unidos confirmó la condena y encontró pruebas suficientes para concluir que Johnson había participado en los asesinatos.
El 23 de marzo de 2012, el juez federal Mark W. Bennett anuló la sentencia de muerte de Johnson, citando que sus abogados no presentaron pruebas sobre su estado mental. La anulación de sus condenas a muerte no afectó sus condenas en el caso. Los fiscales no solicitaron otra pena de muerte, por lo que Johnson fue condenado de nuevo a cadena perpetua sin libertad condicional en diciembre de 2014. Las autoridades federales habían dejado de perseguir la pena de muerte para Johnson.
Johnson, Agencia Federal de Prisiones #08337-029, está detenida en la Institución Correccional Federal de Waseca.

### Dustin Lee Honken
El exnovio de Johnson, Dustin Lee Honken, fue declarado culpable de cinco cargos de asesinato de empresa criminal continua. Aunque fue Honken quien apretó el gatillo, matando a tres adultos y dos niñas, Johnson recibió la pena de muerte por cuatro de las víctimas, mientras que Honken fue condenado a muerte solo por los dos niñas. El Octavo Circuito de manera unánime confirmó la condena y sentencia de Honken en septiembre de 2008.
El 25 de julio de 2019, el fiscal general de los Estados Unidos, William Barr, aprobó el uso de la droga única pentobarbital para ejecuciones federales, y se fijó una fecha de ejecución para Honken el 15 de enero de 2020. El 20 de noviembre de 2019, la jueza de distrito estadounidense Tanya S. Chutkan emitió una orden judicial preliminar que impedía la reanudación de las ejecuciones federales. Honken y los otros tres demandantes en el caso argumentaron que el uso de pentobarbital puede violar la Ley Federal de Pena de Muerte de 1994.
El 5 de diciembre de 2019, la Corte Suprema de los Estados Unidos denegó una suspensión de la orden judicial de Chutkan mientras la Corte de Apelaciones de los Estados Unidos para el Circuito del Distrito de Columbia revisaba la decisión de Chutkan. Honken fue encarcelado en la Penitenciaría de los Estados Unidos, Terre Haute.
Mientras estaba en prisión, Honken se había convertido al catolicismo. El arzobispo de la Arquidiócesis de Newark, el cardenal Joseph William Tobin, había escrito al presidente de los Estados Unidos Donald Trump a principios de julio de 2020 pidiéndole que conmutara la sentencia de Honken, alegando que había sido testigo del «crecimiento espiritual de Honken en la fe y la compasión».
En abril de 2020, un panel dividido del Circuito de D. C. anuló la orden judicial de la jueza de distrito Chutkan en una decisión per curiam. Los jueces de circuito Gregory G. Katsas y Neomi Rao escribieron opiniones concurrentes concluyendo que Honken podía ser ejecutado, pero por diferentes razones. El juez de circuito David S. Tatel discrepó, argumentando que el estatuto requiere explícitamente que el gobierno federal siga los protocolos de ejecución estatales. El 29 de junio de 2020, la Corte Suprema denegó la petición de revisión de Honken, y las jueces Ruth Bader Ginsburg y Sonia Sotomayor disintieron.
El 17 de julio de 2020, a las 3:36 p. m. CST, Honken fue ejecutado mediante inyección letal. Sus últimas palabras fueron: «Dios te salve, María, Madre de Dios, ruega por mí».